# Distichophyllidium antarense
Distichophyllidium antarense là một loài rêu trong họ Daltoniaceae. Loài này được Zanten mô tả khoa học đầu tiên năm 1964.